# 11104 Аїріон
11104 Аїріон (1995 TQ, 1990 WB13, 11104 Airion) — астероїд головного поясу, відкритий 6 жовтня 1995 року.
Тіссеранів параметр щодо Юпітера — 3,234.